# Terra Mariana

Terra Mariana cap a 1260.

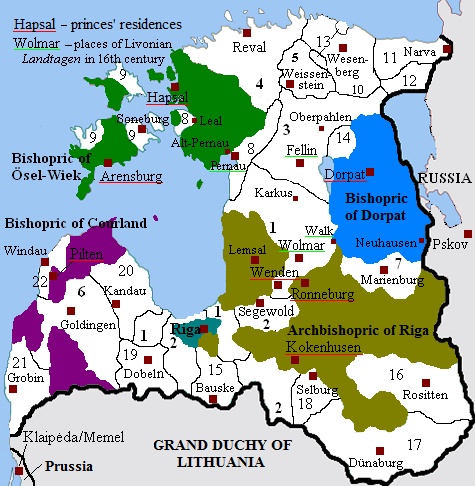
Terra Mariana cap a 1534.

Terra Mariana (expressió que en llatí significa: «terra de Maria») era el nom d'un territori de complexa sobirania que va existir entre 1207 i 1561 a la regió denominada Livònia (les actuals Estònia i Letònia); que es denomina en les fonts com «Confederació livoniana», «Livònia medieval» o «antiga Livònia» (en alemany: Alt-Livland, en estonià: Vana-Liivimaa i en letó: Livonija) per distingir-la del Ducat de Livònia i la Governació de Livònia posteriors.

## Història
La Terra Mariana es va establir el 2 de febrer de 1207, com a principat del Sacre Imperi Romanogermànic, per perdre aquest estatus el 1215, quan el papa Innocenci III la va declarar territori sota el vassallatge de la Santa Seu. Terra Mariana es va dividir en principats feudals pel llegat papal Guillem de Mòdena, governant-se els territoris pels Germans Livonians de l'Espasa. La part septentrional va esdevenir Dominum directum de l'Estònia danesa.
Després de la batalla de Saule de 1236, els germans livonians supervivents es van reincorporar a l'Orde teutònic (1237), que va passar a ser l'Orde Livonià i que va incorporar l'Estònia danesa. Durant la resta de la seva existència l'orde va lluitar per mantenir el seu poder en aquest territori, contra el clericat, la noblesa secular germànica i les ciutats de la Lliga Hanseàtica de Riga i Revall (actual Tallinn). El 1410 l'Estat monàstic dels Cavallers Teutònics va ser derrotat en la batalla de Grunwald, i l'Orde Livonià va mantenir una existència independent. El 1561, durant la Guerra de Livònia, la Terra Mariana va deixar d'existir.